# Oryahovo (huyện)
Oryahovo là một huyện thuộc tỉnh Vratsa, Bungaria. Dân số thời điểm năm 2001 là 15042 người.